# Paris-Roubaix 2008
Le 13 avril 2008 a eu lieu la 106e édition de la course cycliste Paris-Roubaix.
Le tracé était quasiment identique à celui de l'édition de 2007 et se déroulait sur environ 260 km dont 28 secteurs pavés.
Le final s'est joué entre trois coureurs : Tom Boonen, Fabian Cancellara et Alessandro Ballan. Le sprint de Boonen sur le vélodrome lui aura permis de remporter la course pour la deuxième fois.

## Présentation

### Contexte
Organisé par Amaury Sport Organisation (ASO), Paris-Roubaix est concerné par le conflit opposant l'Union cycliste internationale (UCI) et les organisateurs de courses que sont ASO, Unipublic et RCS Sport. En effet, après avoir fait partie du calendrier de l'UCI ProTour pendant trois saisons, Paris-Roubaix en a été retiré, comme les autres épreuves organisées par les sociétés précitées.
Tandis que Paris-Nice a été organisé le mois précédent sous l'égide de la Fédération française de cyclisme, Paris-Roubaix intègre le « calendrier historique » proposé par l'UCI en janvier. Amaury Sport Organisation avait dans un premier temps refusé cette alternative au ProTour, avant d'accepter moins de deux semaines avant le départ de la course d'y inscrire Paris-Roubaix.

### Parcours
Long de 259,5 kilomètres, le parcours de ce 106e Paris-Roubaix est identique à celui de l'édition précédente, partant de Compiègne pour arriver au vélodrome de Roubaix. Il comprend 28 secteurs pavés dont la distance cumulée est de 52,7 kilomètres.
| Secteur | Kilomètre | Localisation                              | Longueur | Difficulté |
| ------- | --------- | ----------------------------------------- | -------- | ---------- |
| 28      | 98        | Troisvilles > Inchy                       | 2 200 m  | 03         |
| 27      | 104,5     | Viesly > Quiévy                           | 1 800 m  | 03         |
| 26      | 107       | Quiévy > Saint-Python                     | 3 700 m  | 04         |
| 25      | 112       | Saint-Python                              | 1 500 m  | 02         |
| 24      | 119,5     | Vertain > Saint-Martin-sur-Écaillon       | 1 900 m  | 03         |
| 23      | 126,5     | Capelle-sur-Écaillon > Le-Buat            | 1 700 m  | 03         |
| 22      | 138,5     | Verchain-Maugré > Quérénaing              | 1 600 m  | 03         |
| 21      | 141,5     | Quérénaing > Maing                        | 2 500 m  | 03         |
| 20      | 144,5     | Maing > Monchaux-sur-Écaillon             | 1 600 m  | 03         |
| 19      | 156       | Haveluy > Wallers                         | 2 500 m  | 04         |
| 18      | 164       | Trouée d'Arenberg                         | 2 400 m  | 05         |
| 17      | 170,5     | Wallers > Hélesmes                        | 1 600 m  | 04         |
| 16      | 177       | Hornaing > Wandignies-Hamage              | 3 700 m  | 03         |
| 15      | 184,5     | Warlaing > Brillon                        | 2 400 m  | 03         |
| 14      | 188       | Tilloy-lez-Marchiennes > Sars-et-Rosières | 2 400 m  | 03         |
| 13      | 194,5     | Beuvry-la-Forêt > Orchies                 | 1 400 m  | 03         |
| 12      | 199,5     | Orchies                                   | 1 700 m  | 03         |
| 11      | 205,5     | Auchy-lez-Orchies > Bersée                | 1 200 m  | 03         |
| 10      | 211       | Mons-en-Pévèle                            | 3 000 m  | 05         |
| 9       | 217       | Mérignies > Pont-à-Marcq                  | 700 m    | 02         |
| 8       | 220       | Pont-Thibaut > Ennevelin                  | 1 400 m  | 03         |
| 7-2     | 225,5     | Templeuve (L'Épinette)                    | 200 m    | 01         |
| 7-1     | 226       | Templeuve (Moulin-de-Vertain)             | 500 m    | 02         |
| 6-2     | 232,5     | Cysoing > Bourghelles                     | 1 300 m  | 04         |
| 6-1     | 235       | Bourghelles > Wannehain                   | 1 100 m  | 04         |
| 5       | 239,5     | Camphin-en-Pévèle                         | 1 800 m  | 04         |
| 4       | 242,5     | Carrefour de l'Arbre                      | 2 100 m  | 05         |
| 3       | 244,5     | Gruson                                    | 1 100 m  | 02         |
| 2       | 251,5     | Hem                                       | 1 400 m  | 01         |
| 1       | 258       | Roubaix                                   | 300 m    | 01         |
| Total   | Total     | Total                                     | 52 700 m | 52 700 m   |

### Équipes
Paris-Roubaix figure au calendrier de l'UCI ProTour 2008.
On retrouve un total de 25 équipes au départ, 19 faisant partie du ProTour, la première division mondiale, et les cinq dernières des équipes continentales, la seconde division mondiale.
| ProTeams (17)- CSC - Rabobank - Silence-Lotto - Liquigas - Quick Step - High Road - Lampre - Gerolsteiner - Team Milram - Cofidis-Le Crédit par Téléphone - AG2R-La Mondiale - La Française des jeux - Caisse d'Épargne - Crédit agricole - Bouygues Telecom - Saunier Duval-Scott - Euskaltel-Euskadi Équipes continentales professionnelles (8)- Cycle Collstrop - Skil-Shimano - Topsport Vlaanderen - Agritubel - Landbouwkrediet-Tönissteiner - Tinkoff Credit Systems - Barloworld - Slipstream-Chipotle |
| |

## La course

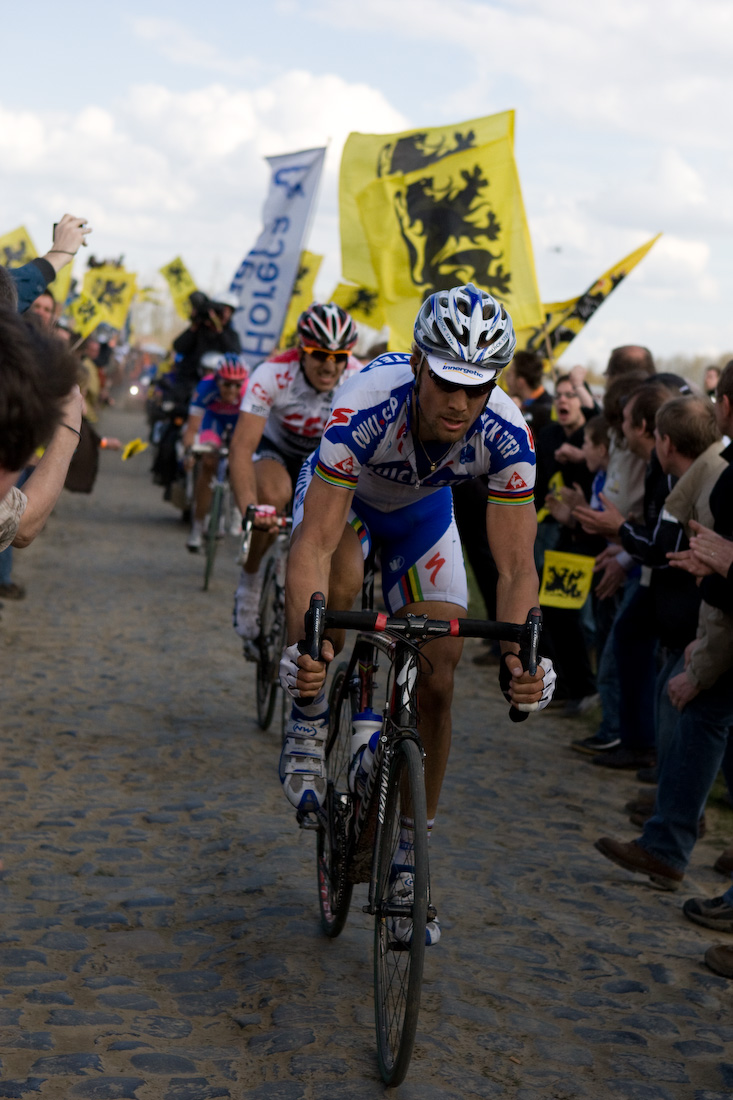
Alessandro Ballan, Fabian Cancellara et Tom Boonen, en tête de la course

198 coureurs prennent le départ de Compiègne. Le début de la course est rapide : cent kilomètres sont parcourus durant les deux premières heures.
Avant le premier secteur pavé de Troisvilles à Inchy, au 87e kilomètre, un trio composé de Matthé Pronk (Cycle Collstrop), Jan Kuyckx (Landbouwkrediet) et Alexander Serov (Tinkoff) s'échappe ; il comptera jusqu'à cinq minutes d'avance sur le peloton. Ce dernier, lancé par l'équipe CSC des deux derniers vainqueurs Fabian Cancellara et Stuart O'Grady, se réduit à une soixantaine de coureurs à l'approche de la Trouée d'Arenberg.
Sous l'impulsion notamment de Stijn Devolder et de Johan Vansummeren, un groupe d'une trentaine coureurs se forme à l'issue de ce secteur pavé. Les favoris que sont Tom Boonen, Alessandro Ballan, Leif Hoste, Fabian Cancellara, Stuart O'Grady, George Hincapie sont présents et les équipes Silence-Lotto (quatre coureurs), Quick Step et CSC (cinq coureurs) sont particulièrement représentées.
Tandis que les trois hommes de tête sont rattrapés par ce peloton, Juan Antonio Flecha et Filippo Pozzato, tombés avant Arenberg, y font leur retour.
À Auchy-lez-Orchies, dans le secteur pavé d'd'Auchy-lez-Orchies à Bersée, une accélération de Vansummeren effectue une nouvelle sélection : le groupe de tête n'est plus composé que de huit coureurs avec Hoste, Boonen, Devolder, Ballan, Cancellara, O'Grady et le jeune Martijn Maaskant (Slipstream Chipotle).
Sur les pavés de Mons-en-Pévèle, c'est au tour de Stijn Devolder de prendre le large. Le récent vainqueur du Tour des Flandres est rejoint par Stuart O'Grady. Leur duo compte une vingtaine de secondes d'avance avant que Vansummeren ne ramène le groupe de six poursuivants. L'offensive de Devolder n'a cependant pas été vaine : à 35 kilomètres de l'arrivée, ni Vansummeren ni son leader Hoste ne peuvent empêcher l'attaque de Boonen et Cancellara, suivis par Ballan. Ce trio formé des trois principaux favoris de l'épreuve distance ses poursuivants dans le secteur de Templeuve (Moulin-de-Vertain) et ne sera pas rejoint.
Malgré une accélération de Cancellara au Carrefour de l'Arbre, les trois leaders arrivent ensemble au vélodrome de Roubaix, Ballan en tête. Après un premier tour de piste, Boonen attaque dans le dernier virage. Cancellara et Ballan ne peuvent le suivre et voient le coureur belge emporter son deuxième Paris-Roubaix avec une nette avance.
Courue à une vitesse moyenne de 43,406 km/h, cette édition est la plus rapide depuis 1964.
Arrivé quatrième avec trois minutes et trente-neuf secondes de retard, Martijn Maaskant est à 24 ans la révélation de ce Paris-Roubaix. Il était 12e du Tour des Flandres le week-end précédent. les quatre autres coureurs du groupe de huit en tête depuis Orchies arrivent peu après, suivi d'un groupe de huit coureurs réglé au sprint par George Hincapie devant Fabio Baldato et l'ancien vainqueur Frédéric Guesdon. Il s'agissait de la dernière participation de Baldato, déjà dixième en 2007 et deuxième en 1994. C'était également le dernier Paris-Roubaix pour Steffen Wesemann (Cycle Collstrop), 28e de cette édition, deuxième en 2002 et troisième en 2007.

## Classement
| \| Classement général \| Classement général \| Classement général \| Classement général \| Classement général \| \| Coureur \| Coureur \| Pays \| Équipe \| Temps \| \| ------------------ \| ------------------- \| ------------------ \| ------------------------------- \| ------------------ \| \| 1er \| Tom Boonen \| Belgique \| Quick Step \| 5 h 58 min 42 s \| \| 2e \| Fabian Cancellara \| Suisse \| CSC \| + 1 s \| \| 3e \| Alessandro Ballan \| Italie \| Lampre \| + 1 s \| \| 4e \| Martijn Maaskant \| Pays-Bas \| Slipstream-Chipotle \| + 3 min 39 s \| \| 5e \| Stuart O'Grady \| Australie \| CSC \| + 3 min 57 s \| \| 6e \| Leif Hoste \| Belgique \| Silence-Lotto \| + 3 min 57 s \| \| 7e \| Stijn Devolder \| Belgique \| Quick Step \| + 3 min 59 s \| \| 8e \| Johan Vansummeren \| Belgique \| Silence-Lotto \| + 4 min 35 s \| \| 9e \| George Hincapie \| États-Unis \| High Road \| + 5 min 12 s \| \| 10e \| Fabio Baldato \| Italie \| Lampre \| + 5 min 12 s \| \| 11e \| Frédéric Guesdon \| France \| La Française des jeux \| + 5 min 12 s \| \| 12e \| Juan Antonio Flecha \| Espagne \| Rabobank \| + 5 min 12 s \| \| 13e \| Manuel Quinziato \| Italie \| Liquigas \| + 5 min 12 s \| \| 14e \| Wim De Vocht \| Belgique \| Silence-Lotto \| + 5 min 12 s \| \| 15e \| Staf Scheirlinckx \| Belgique \| Cofidis-Le Crédit par Téléphone \| + 5 min 12 s \| \| 16e \| Marcus Ljungqvist \| Suède \| CSC \| + 5 min 12 s \| \| 17e \| Bernhard Eisel \| Autriche \| High Road \| + 5 min 20 s \| \| 18e \| Sven Krauss \| Allemagne \| Gerolsteiner \| + 7 min 18 s \| \| 19e \| Steven de Jongh \| Pays-Bas \| Quick Step \| + 7 min 18 s \| \| 20e \| Matti Breschel \| Danemark \| CSC \| + 7 min 18 s \| |                     |            |                                 |                 |
| |                     |            |                                 |                 |
| |                     |            |                                 |                 |
| Classement général |                     |            |                                 |                 |
| Coureur | Coureur             | Pays       | Équipe                          | Temps           |
| 1er | Tom Boonen          | Belgique   | Quick Step                      | 5 h 58 min 42 s |
| 2e | Fabian Cancellara   | Suisse     | CSC                             | + 1 s           |
| 3e | Alessandro Ballan   | Italie     | Lampre                          | + 1 s           |
| 4e | Martijn Maaskant    | Pays-Bas   | Slipstream-Chipotle             | + 3 min 39 s    |
| 5e | Stuart O'Grady      | Australie  | CSC                             | + 3 min 57 s    |
| 6e | Leif Hoste          | Belgique   | Silence-Lotto                   | + 3 min 57 s    |
| 7e | Stijn Devolder      | Belgique   | Quick Step                      | + 3 min 59 s    |
| 8e | Johan Vansummeren   | Belgique   | Silence-Lotto                   | + 4 min 35 s    |
| 9e | George Hincapie     | États-Unis | High Road                       | + 5 min 12 s    |
| 10e | Fabio Baldato       | Italie     | Lampre                          | + 5 min 12 s    |
| 11e | Frédéric Guesdon    | France     | La Française des jeux           | + 5 min 12 s    |
| 12e | Juan Antonio Flecha | Espagne    | Rabobank                        | + 5 min 12 s    |
| 13e | Manuel Quinziato    | Italie     | Liquigas                        | + 5 min 12 s    |
| 14e | Wim De Vocht        | Belgique   | Silence-Lotto                   | + 5 min 12 s    |
| 15e | Staf Scheirlinckx   | Belgique   | Cofidis-Le Crédit par Téléphone | + 5 min 12 s    |
| 16e | Marcus Ljungqvist   | Suède      | CSC                             | + 5 min 12 s    |
| 17e | Bernhard Eisel      | Autriche   | High Road                       | + 5 min 20 s    |
| 18e | Sven Krauss         | Allemagne  | Gerolsteiner                    | + 7 min 18 s    |
| 19e | Steven de Jongh     | Pays-Bas   | Quick Step                      | + 7 min 18 s    |
| 20e | Matti Breschel      | Danemark   | CSC                             | + 7 min 18 s    |

### Classement UCI
La course attribue des points au classement UCI ProTour 2008 selon le barème suivant :
| Position           | 1er | 2e | 3e | 4e | 5e | 6e | 7e | 8e | 9e | 10e |
| Classement général | 50  | 40 | 35 | 30 | 25 | 20 | 15 | 10 | 5  | 1   |

Après cette sixième épreuve le classement est le suivant :

## Liste des participants
| CSC | CSC                     | CSC |
| --- | ----------------------- | --- |
| Num | Coureur                 | Pos |
| 1   | Stuart O'Grady (AUS)    | 5e  |
| 2   | Kurt Asle Arvesen (NOR) | 37e |
| 3   | Lars Bak (DEN)          | AB  |
| 4   | Matti Breschel (DEN)    | 20e |
| 5   | Fabian Cancellara (SUI) | 2e  |
| 6   | Allan Johansen (DEN)    | 33e |
| 7   | Allan Johansen (DEN)    | AB  |
| 8   | Marcus Ljungqvist (SWE) | 16e |

| Rabobank RAB | Rabobank RAB              | Rabobank RAB |
| ------------ | ------------------------- | ------------ |
| Num          | Coureur                   | Pos          |
| 11           | Juan Antonio Flecha (ESP) | 12e          |
| 12           | Jan Boven (NED)           | 99e          |
| 13           | Rick Flens (NED)          | 98e          |
| 14           | Mathew Hayman (AUS)       | 113e         |
| 15           | Pedro Horrillo (ESP)      | 54e          |
| 16           | Sebastian Langeveld (NED) | AB           |
| 17           | Tom Leezer (NED)          | 104e         |
| 18           | Joost Posthuma (NED)      | 102e         |

| Cycle Collstrop COS | Cycle Collstrop COS          | Cycle Collstrop COS |
| ------------------- | ---------------------------- | ------------------- |
| Num                 | Coureur                      | Pos                 |
| 21                  | Steffen Wesemann (SUI)       | 28e                 |
| 22                  | Borut Božič (SLO)            | AB                  |
| 23                  | Bastiaan Giling (NED)        | AB                  |
| 24                  | Michał Gołaś (POL)           | AB                  |
| 25                  | Marco Marcato (ITA)          | 90e                 |
| 26                  | Matthé Pronk (NED)           | 44e                 |
| 27                  | Raynold Smith (RSA)          | AB                  |
| 28                  | Kenny Van Der Schueren (BEL) | AB                  |

| Silence-Lotto SIL | Silence-Lotto SIL        | Silence-Lotto SIL |
| ----------------- | ------------------------ | ----------------- |
| Num               | Coureur                  | Pos               |
| 31                | Leif Hoste (BEL)         | 6e                |
| 32                | Wim De Vocht (BEL)       | 14e               |
| 33                | Jürgen Roelandts (BEL)   | AB                |
| 34                | Roy Sentjens (BEL)       | 108e              |
| 35                | Maarten Tjallingii (NED) | AB                |
| 36                | Greg Van Avermaet (BEL)  | 27e               |
| 37                | Johan Vansummeren (BEL)  | 8e                |
| 38                | Wim Vansevenant (BEL)    | 93e               |

| Liquigas LIQ | Liquigas LIQ                | Liquigas LIQ |
| ------------ | --------------------------- | ------------ |
| Num          | Coureur                     | Pos          |
| 41           | Filippo Pozzato (ITA)       | 49e          |
| 42           | Maciej Bodnar (POL)         | AB           |
| 43           | Francesco Chicchi (ITA)     | AB           |
| 44           | Murilo Fischer (BRA)        | 22e          |
| 45           | Enrico Franzoi (ITA)        | AB           |
| 46           | Aliaksandr Kuschynski (BLR) | 76e          |
| 47           | Manuel Quinziato (ITA)      | 13e          |
| 48           | Frederik Willems (BEL)      | 53e          |

| Quick Step QST | Quick Step QST           | Quick Step QST |
| -------------- | ------------------------ | -------------- |
| Num            | Coureur                  | Pos            |
| 51             | Tom Boonen (BEL)         | 1er            |
| 52             | Wilfried Cretskens (BEL) | 70e            |
| 53             | Steven de Jongh (NED)    | 19e            |
| 54             | Stijn Devolder (BEL)     | 7e             |
| 55             | Kevin Hulsmans (BEL)     | AB             |
| 56             | Matteo Tosatto (ITA)     | 51e            |
| 57             | Wouter Weylandt (BEL)    | 24e            |
| 58             | Maarten Wynants (BEL)    | AB             |

| High Road THR | High Road THR         | High Road THR |
| ------------- | --------------------- | ------------- |
| Num           | Coureur               | Pos           |
| 61            | George Hincapie (USA) | 9e            |
| 62            | Bernhard Eisel (AUT)  | 17e           |
| 63            | Bert Grabsch (GER)    | AB            |
| 64            | Roger Hammond (GBR)   | 23e           |
| 65            | Andreas Klier (GER)   | AB            |
| 66            | Servais Knaven (NED)  | 34e           |
| 67            | Vicente Reynés (ESP)  | AB            |
| 68            | Marcel Sieberg (GER)  | AB            |

| Lampre LAM | Lampre LAM              | Lampre LAM |
| ---------- | ----------------------- | ---------- |
| Num        | Coureur                 | Pos        |
| 71         | Alessandro Ballan (ITA) | 3e         |
| 72         | Fabio Baldato (ITA)     | 10e        |
| 73         | Marco Bandiera (ITA)    | 94e        |
| 74         | Paolo Bossoni (ITA)     | AB         |
| 75         | Paolo Fornaciari (ITA)  | 46e        |
| 76         | Massimiliano Mori (ITA) | 84e        |
| 77         | Christian Murro (ITA)   | AB         |
| 78         | Danilo Napolitano (ITA) | 85e        |

| Gerolsteiner GST | Gerolsteiner GST        | Gerolsteiner GST |
| ---------------- | ----------------------- | ---------------- |
| Num              | Coureur                 | Pos              |
| 81               | Thomas Fothen (GER)     | AB               |
| 82               | Oscar Gatto (ITA)       | AB               |
| 83               | Heinrich Haussler (GER) | 58e              |
| 84               | Sven Krauss (GER)       | 18e              |
| 85               | Sebastian Lang (GER)    | 75e              |
| 86               | Stephan Schreck (GER)   | AB               |
| 87               | Carlo Westphal (GER)    | AB               |
| 88               | Peter Wrolich (AUT)     | 65e              |

| Team Milram MRM | Team Milram MRM        | Team Milram MRM |
| --------------- | ---------------------- | --------------- |
| Num             | Coureur                | Pos             |
| 91              | Ralf Grabsch (GER)     | 26e             |
| 92              | Markus Eichler (GER)   | 30e             |
| 93              | Dennis Haueisen (GER)  | AB              |
| 94              | Christian Knees (GER)  | 62e             |
| 95              | Martin Müller (GER)    | 72e             |
| 96              | Enrico Poitschke (GER) | AB              |
| 97              | Fabio Sabatini (ITA)   | 89e             |
| 98              | Niki Terpstra (NED)    | 103e            |

| Cofidis-Le Crédit par Téléphone COF | Cofidis-Le Crédit par Téléphone COF | Cofidis-Le Crédit par Téléphone COF |
| ----------------------------------- | ----------------------------------- | ----------------------------------- |
| Num                                 | Coureur                             | Pos                                 |
| 101                                 | Nick Nuyens (BEL)                   | 21e                                 |
| 102                                 | Kevin De Weert (BEL)                | AB                                  |
| 103                                 | Hervé Duclos-Lassalle (FRA)         | 97e                                 |
| 104                                 | Mathieu Heijboer (NED)              | 92e                                 |
| 105                                 | Frank Høj (DEN)                     | 73e                                 |
| 106                                 | Sébastien Minard (FRA)              | 105e                                |
| 107                                 | Staf Scheirlinckx (BEL)             | 15e                                 |
| 108                                 | Tristan Valentin (FRA)              | AB                                  |

| AG2R-La Mondiale ALM | AG2R-La Mondiale ALM     | AG2R-La Mondiale ALM |
| -------------------- | ------------------------ | -------------------- |
| Num                  | Coureur                  | Pos                  |
| 111                  | Martin Elmiger (SUI)     | 32e                  |
| 112                  | Renaud Dion (FRA)        | 100e                 |
| 113                  | Yuriy Krivtsov (UKR)     | AB                   |
| 114                  | Laurent Mangel (FRA)     | AB                   |
| 115                  | Lloyd Mondory (FRA)      | AB                   |
| 116                  | Jean-Patrick Nazon (FRA) | AB                   |
| 117                  | Stéphane Poulhiès (FRA)  | AB                   |
| 118                  | Stijn Vandenbergh (BEL)  | 40e                  |

| La Française des jeux FDJ | La Française des jeux FDJ | La Française des jeux FDJ |
| ------------------------- | ------------------------- | ------------------------- |
| Num                       | Coureur                   | Pos                       |
| 121                       | Frédéric Guesdon (FRA)    | 11e                       |
| 122                       | Sébastien Chavanel (FRA)  | AB                        |
| 123                       | Mickaël Delage (FRA)      | 86e                       |
| 124                       | Arnaud Gérard (FRA)       | 106e                      |
| 125                       | Timothy Gudsell (NZL)     | AB                        |
| 126                       | Matthieu Ladagnous (FRA)  | 83e                       |
| 127                       | Christophe Mengin (FRA)   | 25e                       |
| 128                       | Yoann Offredo (FRA)       | 87e                       |

| Caisse d'Épargne GCE | Caisse d'Épargne GCE             | Caisse d'Épargne GCE |
| -------------------- | -------------------------------- | -------------------- |
| Num                  | Coureur                          | Pos                  |
| 131                  | Arnaud Coyot (FRA)               | AB                   |
| 132                  | Mathieu Drujon (FRA)             | 74e                  |
| 133                  | Imanol Erviti (ESP)              | 69e                  |
| 134                  | José Vicente García Acosta (ESP) | 60e                  |
| 135                  | José Iván Gutiérrez (ESP)        | AB                   |
| 136                  | Luis Pasamontes (ESP)            | AB                   |
| 137                  | Nicolas Portal (FRA)             | 68e                  |
| 138                  | José Joaquín Rojas (ESP)         | 55e                  |

| Skil-Shimano SKS | Skil-Shimano SKS         | Skil-Shimano SKS |
| ---------------- | ------------------------ | ---------------- |
| Num              | Coureur                  | Pos              |
| 141              | Roy Curvers (NED)        | AB               |
| 142              | Maarten den Bakker (NED) | AB               |
| 143              | David Deroo (FRA)        | AB               |
| 144              | Floris Goesinnen (NED)   | 95e              |
| 145              | Sebastian Siedler (GER)  | AB               |
| 146              | Tom Veelers (NED)        | 29e              |
| 147              | Robert Wagner (GER)      | 56e              |
| 148              | Fabien Bacquet (FRA)     | AB               |

| Topsport Vlaanderen TSV | Topsport Vlaanderen TSV    | Topsport Vlaanderen TSV |
| ----------------------- | -------------------------- | ----------------------- |
| Num                     | Coureur                    | Pos                     |
| 151                     | Niko Eeckhout (BEL)        | 39e                     |
| 152                     | Koen Barbé (BEL)           | 79e                     |
| 153                     | Kenny Dehaes (BEL)         | AB                      |
| 154                     | Pieter Ghyllebert (BEL)    | AB                      |
| 155                     | Kristof Goddaert (BEL)     | 59e                     |
| 156                     | Kurt Hovelijnck (BEL)      | 48e                     |
| 157                     | Maarten Neyens (BEL)       | AB                      |
| 158                     | Pieter Vanspeybrouck (BEL) | 81e                     |

| Agritubel AGR | Agritubel AGR               | Agritubel AGR |
| ------------- | --------------------------- | ------------- |
| Num           | Coureur                     | Pos           |
| 161           | Jimmy Casper (FRA)          | 36e           |
| 162           | Émilien-Benoît Bergès (FRA) | 110e          |
| 163           | Steven Caethoven (BEL)      | 61e           |
| 164           | Cédric Coutouly (FRA)       | 78e           |
| 165           | Mikel Gaztañaga (ESP)       | 111e          |
| 166           | Kevyn Ista (BEL)            | AB            |
| 167           | Geoffroy Lequatre (FRA)     | 82e           |
| 168           | Benoît Sinner (FRA)         | AB            |

| Landbouwkrediet-Tönissteiner LAN | Landbouwkrediet-Tönissteiner LAN | Landbouwkrediet-Tönissteiner LAN |
| -------------------------------- | -------------------------------- | -------------------------------- |
| Num                              | Coureur                          | Pos                              |
| 171                              | Tom Steels (BEL)                 | AB                               |
| 172                              | Dirk Bellemakers (NED)           | AB                               |
| 173                              | David Boucher (FRA)              | 41e                              |
| 174                              | Jan Kuyckx (BEL)                 | 45e                              |
| 175                              | Filip Meirhaeghe (BEL)           | 47e                              |
| 176                              | Kevin Neirynck (BEL)             | 42e                              |
| 177                              | Ian Stannard (GBR)               | 88e                              |

| Crédit Agricole C.A | Crédit Agricole C.A      | Crédit Agricole C.A |
| ------------------- | ------------------------ | ------------------- |
| Num                 | Coureur                  | Pos                 |
| 181                 | Thor Hushovd (NOR)       | AB                  |
| 182                 | László Bodrogi (HUN)     | 50e                 |
| 183                 | Jimmy Engoulvent (FRA)   | 38e                 |
| 184                 | Sébastien Hinault (FRA)  | 43e                 |
| 185                 | Jeremy Hunt (GBR)        | AB                  |
| 186                 | Gabriel Rasch (NOR)      | 66e                 |
| 187                 | Mark Renshaw (AUS)       | AB                  |
| 188                 | Yannick Talabardon (FRA) | 96e                 |

| Bouygues Telecom BTL | Bouygues Telecom BTL   | Bouygues Telecom BTL |
| -------------------- | ---------------------- | -------------------- |
| Num                  | Coureur                | Pos                  |
| 191                  | Aurélien Clerc (SUI)   | 35e                  |
| 192                  | Yohann Gène (FRA)      | AB                   |
| 193                  | Vincent Jérôme (FRA)   | 107e                 |
| 194                  | Rony Martias (FRA)     | AB                   |
| 195                  | Alexandre Pichot (FRA) | 52e                  |
| 196                  | Erki Pütsep (EST)      | 63e                  |
| 197                  | Franck Renier (FRA)    | 77e                  |
| 198                  | Sébastien Turgot (FRA) | AB                   |

| Saunier Duval-Scott SDV | Saunier Duval-Scott SDV   | Saunier Duval-Scott SDV |
| ----------------------- | ------------------------- | ----------------------- |
| Num                     | Coureur                   | Pos                     |
| 201                     | Raúl Alarcón (ESP)        | 101e                    |
| 202                     | Raivis Belohvoščiks (LAT) | AB                      |
| 203                     | Ermanno Capelli (ITA)     | AB                      |
| 204                     | Jesús del Nero (ESP)      | AB                      |
| 205                     | Denis Flahaut (FRA)       | AB                      |
| 207                     | Luciano Pagliarini (BRA)  | 64e                     |
| 208                     | Aurélien Passeron (FRA)   | AB                      |

| Euskaltel-Euskadi EUS | Euskaltel-Euskadi EUS  | Euskaltel-Euskadi EUS |
| --------------------- | ---------------------- | --------------------- |
| Num                   | Coureur                | Pos                   |
| 211                   | Josu Agirre (ESP)      | AB                    |
| 212                   | Beñat Albizuri (ESP)   | AB                    |
| 213                   | Lander Aperribai (ESP) | AB                    |
| 214                   | Javier Aramendia (ESP) | AB                    |
| 215                   | Koldo Fernández (ESP)  | AB                    |
| 216                   | Markel Irizar (ESP)    | 71e                   |
| 217                   | Juan José Oroz (ESP)   | 91e                   |
| 218                   | Alan Pérez (ESP)       | AB                    |

| Tinkoff Credit Systems TCS | Tinkoff Credit Systems TCS | Tinkoff Credit Systems TCS |
| -------------------------- | -------------------------- | -------------------------- |
| Num                        | Coureur                    | Pos                        |
| 221                        | Mikhail Ignatiev (RUS)     | 109e                       |
| 222                        | Pavel Brutt (RUS)          | AB                         |
| 223                        | Ilya Chernetsky (RUS)      | AB                         |
| 224                        | Nikita Eskov (RUS)         | AB                         |
| 225                        | Alexander Gottfried (GER)  | AB                         |
| 226                        | Alberto Loddo (ITA)        | AB                         |
| 227                        | Bernardo Riccio (ITA)      | AB                         |
| 228                        | Alexander Serov (RUS)      | AB                         |

| Barloworld BAR | Barloworld BAR             | Barloworld BAR |
| -------------- | -------------------------- | -------------- |
| Num            | Coureur                    | Pos            |
| 231            | Robert Hunter (RSA)        | AB             |
| 232            | Patrick Calcagni (SUI)     | AB             |
| 233            | Baden Cooke (AUS)          | 31e            |
| 234            | Marco Corti (ITA)          | AB             |
| 235            | Christopher Froome (KEN)   | AB             |
| 236            | Daryl Impey (RSA)          | AB             |
| 237            | Paolo Longo Borghini (ITA) | 80e            |
| 238            | Carlo Scognamiglio (ITA)   | AB             |

| Slipstream-Chipotle TSL | Slipstream-Chipotle TSL  | Slipstream-Chipotle TSL |
| ----------------------- | ------------------------ | ----------------------- |
| Num                     | Coureur                  | Pos                     |
| 241                     | Magnus Bäckstedt (SWE)   | AB                      |
| 242                     | Julian Dean (NZL)        | AB                      |
| 243                     | Tyler Farrar (USA)       | 57e                     |
| 244                     | Michael Friedman (USA)   | AB                      |
| 245                     | William Frischkorn (USA) | AB                      |
| 246                     | Christophe Laurent (FRA) | 112e                    |
| 247                     | Martijn Maaskant (NED)   | 4e                      |
| 248                     | Christopher Sutton (AUS) | 67e                     |

| CSC | CSC                     | CSC |
| --- | ----------------------- | --- |
| Num | Coureur                 | Pos |
| 1   | Stuart O'Grady (AUS)    | 5e  |
| 2   | Kurt Asle Arvesen (NOR) | 37e |
| 3   | Lars Bak (DEN)          | AB  |
| 4   | Matti Breschel (DEN)    | 20e |
| 5   | Fabian Cancellara (SUI) | 2e  |
| 6   | Allan Johansen (DEN)    | 33e |
| 7   | Allan Johansen (DEN)    | AB  |
| 8   | Marcus Ljungqvist (SWE) | 16e |

| Rabobank RAB | Rabobank RAB              | Rabobank RAB |
| ------------ | ------------------------- | ------------ |
| Num          | Coureur                   | Pos          |
| 11           | Juan Antonio Flecha (ESP) | 12e          |
| 12           | Jan Boven (NED)           | 99e          |
| 13           | Rick Flens (NED)          | 98e          |
| 14           | Mathew Hayman (AUS)       | 113e         |
| 15           | Pedro Horrillo (ESP)      | 54e          |
| 16           | Sebastian Langeveld (NED) | AB           |
| 17           | Tom Leezer (NED)          | 104e         |
| 18           | Joost Posthuma (NED)      | 102e         |

| Cycle Collstrop COS | Cycle Collstrop COS          | Cycle Collstrop COS |
| ------------------- | ---------------------------- | ------------------- |
| Num                 | Coureur                      | Pos                 |
| 21                  | Steffen Wesemann (SUI)       | 28e                 |
| 22                  | Borut Božič (SLO)            | AB                  |
| 23                  | Bastiaan Giling (NED)        | AB                  |
| 24                  | Michał Gołaś (POL)           | AB                  |
| 25                  | Marco Marcato (ITA)          | 90e                 |
| 26                  | Matthé Pronk (NED)           | 44e                 |
| 27                  | Raynold Smith (RSA)          | AB                  |
| 28                  | Kenny Van Der Schueren (BEL) | AB                  |

| Silence-Lotto SIL | Silence-Lotto SIL        | Silence-Lotto SIL |
| ----------------- | ------------------------ | ----------------- |
| Num               | Coureur                  | Pos               |
| 31                | Leif Hoste (BEL)         | 6e                |
| 32                | Wim De Vocht (BEL)       | 14e               |
| 33                | Jürgen Roelandts (BEL)   | AB                |
| 34                | Roy Sentjens (BEL)       | 108e              |
| 35                | Maarten Tjallingii (NED) | AB                |
| 36                | Greg Van Avermaet (BEL)  | 27e               |
| 37                | Johan Vansummeren (BEL)  | 8e                |
| 38                | Wim Vansevenant (BEL)    | 93e               |

| Liquigas LIQ | Liquigas LIQ                | Liquigas LIQ |
| ------------ | --------------------------- | ------------ |
| Num          | Coureur                     | Pos          |
| 41           | Filippo Pozzato (ITA)       | 49e          |
| 42           | Maciej Bodnar (POL)         | AB           |
| 43           | Francesco Chicchi (ITA)     | AB           |
| 44           | Murilo Fischer (BRA)        | 22e          |
| 45           | Enrico Franzoi (ITA)        | AB           |
| 46           | Aliaksandr Kuschynski (BLR) | 76e          |
| 47           | Manuel Quinziato (ITA)      | 13e          |
| 48           | Frederik Willems (BEL)      | 53e          |

| Quick Step QST | Quick Step QST           | Quick Step QST |
| -------------- | ------------------------ | -------------- |
| Num            | Coureur                  | Pos            |
| 51             | Tom Boonen (BEL)         | 1er            |
| 52             | Wilfried Cretskens (BEL) | 70e            |
| 53             | Steven de Jongh (NED)    | 19e            |
| 54             | Stijn Devolder (BEL)     | 7e             |
| 55             | Kevin Hulsmans (BEL)     | AB             |
| 56             | Matteo Tosatto (ITA)     | 51e            |
| 57             | Wouter Weylandt (BEL)    | 24e            |
| 58             | Maarten Wynants (BEL)    | AB             |

| High Road THR | High Road THR         | High Road THR |
| ------------- | --------------------- | ------------- |
| Num           | Coureur               | Pos           |
| 61            | George Hincapie (USA) | 9e            |
| 62            | Bernhard Eisel (AUT)  | 17e           |
| 63            | Bert Grabsch (GER)    | AB            |
| 64            | Roger Hammond (GBR)   | 23e           |
| 65            | Andreas Klier (GER)   | AB            |
| 66            | Servais Knaven (NED)  | 34e           |
| 67            | Vicente Reynés (ESP)  | AB            |
| 68            | Marcel Sieberg (GER)  | AB            |

| Lampre LAM | Lampre LAM              | Lampre LAM |
| ---------- | ----------------------- | ---------- |
| Num        | Coureur                 | Pos        |
| 71         | Alessandro Ballan (ITA) | 3e         |
| 72         | Fabio Baldato (ITA)     | 10e        |
| 73         | Marco Bandiera (ITA)    | 94e        |
| 74         | Paolo Bossoni (ITA)     | AB         |
| 75         | Paolo Fornaciari (ITA)  | 46e        |
| 76         | Massimiliano Mori (ITA) | 84e        |
| 77         | Christian Murro (ITA)   | AB         |
| 78         | Danilo Napolitano (ITA) | 85e        |

| Gerolsteiner GST | Gerolsteiner GST        | Gerolsteiner GST |
| ---------------- | ----------------------- | ---------------- |
| Num              | Coureur                 | Pos              |
| 81               | Thomas Fothen (GER)     | AB               |
| 82               | Oscar Gatto (ITA)       | AB               |
| 83               | Heinrich Haussler (GER) | 58e              |
| 84               | Sven Krauss (GER)       | 18e              |
| 85               | Sebastian Lang (GER)    | 75e              |
| 86               | Stephan Schreck (GER)   | AB               |
| 87               | Carlo Westphal (GER)    | AB               |
| 88               | Peter Wrolich (AUT)     | 65e              |

| Team Milram MRM | Team Milram MRM        | Team Milram MRM |
| --------------- | ---------------------- | --------------- |
| Num             | Coureur                | Pos             |
| 91              | Ralf Grabsch (GER)     | 26e             |
| 92              | Markus Eichler (GER)   | 30e             |
| 93              | Dennis Haueisen (GER)  | AB              |
| 94              | Christian Knees (GER)  | 62e             |
| 95              | Martin Müller (GER)    | 72e             |
| 96              | Enrico Poitschke (GER) | AB              |
| 97              | Fabio Sabatini (ITA)   | 89e             |
| 98              | Niki Terpstra (NED)    | 103e            |

| Cofidis-Le Crédit par Téléphone COF | Cofidis-Le Crédit par Téléphone COF | Cofidis-Le Crédit par Téléphone COF |
| ----------------------------------- | ----------------------------------- | ----------------------------------- |
| Num                                 | Coureur                             | Pos                                 |
| 101                                 | Nick Nuyens (BEL)                   | 21e                                 |
| 102                                 | Kevin De Weert (BEL)                | AB                                  |
| 103                                 | Hervé Duclos-Lassalle (FRA)         | 97e                                 |
| 104                                 | Mathieu Heijboer (NED)              | 92e                                 |
| 105                                 | Frank Høj (DEN)                     | 73e                                 |
| 106                                 | Sébastien Minard (FRA)              | 105e                                |
| 107                                 | Staf Scheirlinckx (BEL)             | 15e                                 |
| 108                                 | Tristan Valentin (FRA)              | AB                                  |

| AG2R-La Mondiale ALM | AG2R-La Mondiale ALM     | AG2R-La Mondiale ALM |
| -------------------- | ------------------------ | -------------------- |
| Num                  | Coureur                  | Pos                  |
| 111                  | Martin Elmiger (SUI)     | 32e                  |
| 112                  | Renaud Dion (FRA)        | 100e                 |
| 113                  | Yuriy Krivtsov (UKR)     | AB                   |
| 114                  | Laurent Mangel (FRA)     | AB                   |
| 115                  | Lloyd Mondory (FRA)      | AB                   |
| 116                  | Jean-Patrick Nazon (FRA) | AB                   |
| 117                  | Stéphane Poulhiès (FRA)  | AB                   |
| 118                  | Stijn Vandenbergh (BEL)  | 40e                  |

| La Française des jeux FDJ | La Française des jeux FDJ | La Française des jeux FDJ |
| ------------------------- | ------------------------- | ------------------------- |
| Num                       | Coureur                   | Pos                       |
| 121                       | Frédéric Guesdon (FRA)    | 11e                       |
| 122                       | Sébastien Chavanel (FRA)  | AB                        |
| 123                       | Mickaël Delage (FRA)      | 86e                       |
| 124                       | Arnaud Gérard (FRA)       | 106e                      |
| 125                       | Timothy Gudsell (NZL)     | AB                        |
| 126                       | Matthieu Ladagnous (FRA)  | 83e                       |
| 127                       | Christophe Mengin (FRA)   | 25e                       |
| 128                       | Yoann Offredo (FRA)       | 87e                       |

| Caisse d'Épargne GCE | Caisse d'Épargne GCE             | Caisse d'Épargne GCE |
| -------------------- | -------------------------------- | -------------------- |
| Num                  | Coureur                          | Pos                  |
| 131                  | Arnaud Coyot (FRA)               | AB                   |
| 132                  | Mathieu Drujon (FRA)             | 74e                  |
| 133                  | Imanol Erviti (ESP)              | 69e                  |
| 134                  | José Vicente García Acosta (ESP) | 60e                  |
| 135                  | José Iván Gutiérrez (ESP)        | AB                   |
| 136                  | Luis Pasamontes (ESP)            | AB                   |
| 137                  | Nicolas Portal (FRA)             | 68e                  |
| 138                  | José Joaquín Rojas (ESP)         | 55e                  |

| Skil-Shimano SKS | Skil-Shimano SKS         | Skil-Shimano SKS |
| ---------------- | ------------------------ | ---------------- |
| Num              | Coureur                  | Pos              |
| 141              | Roy Curvers (NED)        | AB               |
| 142              | Maarten den Bakker (NED) | AB               |
| 143              | David Deroo (FRA)        | AB               |
| 144              | Floris Goesinnen (NED)   | 95e              |
| 145              | Sebastian Siedler (GER)  | AB               |
| 146              | Tom Veelers (NED)        | 29e              |
| 147              | Robert Wagner (GER)      | 56e              |
| 148              | Fabien Bacquet (FRA)     | AB               |

| Topsport Vlaanderen TSV | Topsport Vlaanderen TSV    | Topsport Vlaanderen TSV |
| ----------------------- | -------------------------- | ----------------------- |
| Num                     | Coureur                    | Pos                     |
| 151                     | Niko Eeckhout (BEL)        | 39e                     |
| 152                     | Koen Barbé (BEL)           | 79e                     |
| 153                     | Kenny Dehaes (BEL)         | AB                      |
| 154                     | Pieter Ghyllebert (BEL)    | AB                      |
| 155                     | Kristof Goddaert (BEL)     | 59e                     |
| 156                     | Kurt Hovelijnck (BEL)      | 48e                     |
| 157                     | Maarten Neyens (BEL)       | AB                      |
| 158                     | Pieter Vanspeybrouck (BEL) | 81e                     |

| Agritubel AGR | Agritubel AGR               | Agritubel AGR |
| ------------- | --------------------------- | ------------- |
| Num           | Coureur                     | Pos           |
| 161           | Jimmy Casper (FRA)          | 36e           |
| 162           | Émilien-Benoît Bergès (FRA) | 110e          |
| 163           | Steven Caethoven (BEL)      | 61e           |
| 164           | Cédric Coutouly (FRA)       | 78e           |
| 165           | Mikel Gaztañaga (ESP)       | 111e          |
| 166           | Kevyn Ista (BEL)            | AB            |
| 167           | Geoffroy Lequatre (FRA)     | 82e           |
| 168           | Benoît Sinner (FRA)         | AB            |

| Landbouwkrediet-Tönissteiner LAN | Landbouwkrediet-Tönissteiner LAN | Landbouwkrediet-Tönissteiner LAN |
| -------------------------------- | -------------------------------- | -------------------------------- |
| Num                              | Coureur                          | Pos                              |
| 171                              | Tom Steels (BEL)                 | AB                               |
| 172                              | Dirk Bellemakers (NED)           | AB                               |
| 173                              | David Boucher (FRA)              | 41e                              |
| 174                              | Jan Kuyckx (BEL)                 | 45e                              |
| 175                              | Filip Meirhaeghe (BEL)           | 47e                              |
| 176                              | Kevin Neirynck (BEL)             | 42e                              |
| 177                              | Ian Stannard (GBR)               | 88e                              |

| Crédit Agricole C.A | Crédit Agricole C.A      | Crédit Agricole C.A |
| ------------------- | ------------------------ | ------------------- |
| Num                 | Coureur                  | Pos                 |
| 181                 | Thor Hushovd (NOR)       | AB                  |
| 182                 | László Bodrogi (HUN)     | 50e                 |
| 183                 | Jimmy Engoulvent (FRA)   | 38e                 |
| 184                 | Sébastien Hinault (FRA)  | 43e                 |
| 185                 | Jeremy Hunt (GBR)        | AB                  |
| 186                 | Gabriel Rasch (NOR)      | 66e                 |
| 187                 | Mark Renshaw (AUS)       | AB                  |
| 188                 | Yannick Talabardon (FRA) | 96e                 |

| Bouygues Telecom BTL | Bouygues Telecom BTL   | Bouygues Telecom BTL |
| -------------------- | ---------------------- | -------------------- |
| Num                  | Coureur                | Pos                  |
| 191                  | Aurélien Clerc (SUI)   | 35e                  |
| 192                  | Yohann Gène (FRA)      | AB                   |
| 193                  | Vincent Jérôme (FRA)   | 107e                 |
| 194                  | Rony Martias (FRA)     | AB                   |
| 195                  | Alexandre Pichot (FRA) | 52e                  |
| 196                  | Erki Pütsep (EST)      | 63e                  |
| 197                  | Franck Renier (FRA)    | 77e                  |
| 198                  | Sébastien Turgot (FRA) | AB                   |

| Saunier Duval-Scott SDV | Saunier Duval-Scott SDV   | Saunier Duval-Scott SDV |
| ----------------------- | ------------------------- | ----------------------- |
| Num                     | Coureur                   | Pos                     |
| 201                     | Raúl Alarcón (ESP)        | 101e                    |
| 202                     | Raivis Belohvoščiks (LAT) | AB                      |
| 203                     | Ermanno Capelli (ITA)     | AB                      |
| 204                     | Jesús del Nero (ESP)      | AB                      |
| 205                     | Denis Flahaut (FRA)       | AB                      |
| 207                     | Luciano Pagliarini (BRA)  | 64e                     |
| 208                     | Aurélien Passeron (FRA)   | AB                      |

| Euskaltel-Euskadi EUS | Euskaltel-Euskadi EUS  | Euskaltel-Euskadi EUS |
| --------------------- | ---------------------- | --------------------- |
| Num                   | Coureur                | Pos                   |
| 211                   | Josu Agirre (ESP)      | AB                    |
| 212                   | Beñat Albizuri (ESP)   | AB                    |
| 213                   | Lander Aperribai (ESP) | AB                    |
| 214                   | Javier Aramendia (ESP) | AB                    |
| 215                   | Koldo Fernández (ESP)  | AB                    |
| 216                   | Markel Irizar (ESP)    | 71e                   |
| 217                   | Juan José Oroz (ESP)   | 91e                   |
| 218                   | Alan Pérez (ESP)       | AB                    |

| Tinkoff Credit Systems TCS | Tinkoff Credit Systems TCS | Tinkoff Credit Systems TCS |
| -------------------------- | -------------------------- | -------------------------- |
| Num                        | Coureur                    | Pos                        |
| 221                        | Mikhail Ignatiev (RUS)     | 109e                       |
| 222                        | Pavel Brutt (RUS)          | AB                         |
| 223                        | Ilya Chernetsky (RUS)      | AB                         |
| 224                        | Nikita Eskov (RUS)         | AB                         |
| 225                        | Alexander Gottfried (GER)  | AB                         |
| 226                        | Alberto Loddo (ITA)        | AB                         |
| 227                        | Bernardo Riccio (ITA)      | AB                         |
| 228                        | Alexander Serov (RUS)      | AB                         |

| Barloworld BAR | Barloworld BAR             | Barloworld BAR |
| -------------- | -------------------------- | -------------- |
| Num            | Coureur                    | Pos            |
| 231            | Robert Hunter (RSA)        | AB             |
| 232            | Patrick Calcagni (SUI)     | AB             |
| 233            | Baden Cooke (AUS)          | 31e            |
| 234            | Marco Corti (ITA)          | AB             |
| 235            | Christopher Froome (KEN)   | AB             |
| 236            | Daryl Impey (RSA)          | AB             |
| 237            | Paolo Longo Borghini (ITA) | 80e            |
| 238            | Carlo Scognamiglio (ITA)   | AB             |

| Slipstream-Chipotle TSL | Slipstream-Chipotle TSL  | Slipstream-Chipotle TSL |
| ----------------------- | ------------------------ | ----------------------- |
| Num                     | Coureur                  | Pos                     |
| 241                     | Magnus Bäckstedt (SWE)   | AB                      |
| 242                     | Julian Dean (NZL)        | AB                      |
| 243                     | Tyler Farrar (USA)       | 57e                     |
| 244                     | Michael Friedman (USA)   | AB                      |
| 245                     | William Frischkorn (USA) | AB                      |
| 246                     | Christophe Laurent (FRA) | 112e                    |
| 247                     | Martijn Maaskant (NED)   | 4e                      |
| 248                     | Christopher Sutton (AUS) | 67e                     |